# Leesburg (Geòrgia)
Leesburg és una població dels Estats Units a l'estat de Geòrgia. Segons el cens del 2008 tenia 2.800 habitants.

## Demografia
Segons el cens del 2000, Leesburg tenia 800 habitants, 796 habitatges, i 612 famílies. La densitat de població era de 214,9 habitants/km².
Dels 796 habitatges en un 49% hi vivien nens de menys de 18 anys, en un 47,1% hi vivien parelles casades, en un 26,4% dones solteres, i en un 23,1% no eren unitats familiars. En el 20,7% dels habitatges hi vivien persones soles el 7,8% de les quals corresponia a persones de 65 anys o més que vivien soles. El nombre mitjà de persones vivint en cada habitatge era de 2,81 i el nombre mitjà de persones que vivien en cada família era de 3,24.
Per edats la població es repartia de la següent manera: un 30,1% tenia menys de 18 anys, un 10,2% entre 18 i 24, un 34,3% entre 25 i 44, un 16,2% de 45 a 60 i un 9,2% 65 anys o més.
L'edat mediana era de 30 anys. Per cada 100 dones de 18 o més anys hi havia 108,7 homes.
La renda mediana per habitatge era de 28.958 $ i la renda mediana per família de 33.487 $. Els homes tenien una renda mediana de 30.862 $ mentre que les dones 18.710 $. La renda per capita de la població era de 13.690 $. Entorn del 16,8% de les famílies i el 20% de la població estaven per davall del llindar de pobresa.

## Poblacions més properes
El següent diagrama mostra les poblacions més properes.